# Takashi Gojobori
Takashi Gojobori (Fukuoka, 24 de outubro de 1951) é vice-diretor do National Institute of Genetics de Mishima e professor de genética no Center for Information Biology and DNA Data Bank of Japan (DDBJ) do National Institute of Genetics de Mishima no Japão.
Foi nomeado pelo Papa Bento XVI membro ordinário da Pontifícia Academia das Ciências, em 31 de janeiro de 2008.